# Andrzej Pryba
Andrzej Pryba – polski  duchowny, teolog, dr hab. nauk teologicznych, profesor uczelni Zakładu Filozofii i Dialogu oraz prodziekan Wydziału Teologicznego Uniwersytetu im. Adama Mickiewicza w Poznaniu.

## Życiorys
W 2001 r. obronił pracę doktorską pt. Znaczenie naturalnego planowania rodziny w tworzeniu więzi małżeńskiej. Studium teologiczno-moralne, której promotorem był ks. prof. Jerzy Bajda,  w 2016 r. habilitował się na podstawie pracy zatytułowanej Instytucjonalne działania wobec rodziny na terenie województwa wielkopolskiego w latach 1999-2009. Inspiracje teologiczne w praktyce powiatowych centrów pomocy rodzinie.  Został zatrudniony na stanowisku adiunkta w Zakładzie Teologii Moralnej i Duchowości na Wydziale Teologicznym Uniwersytetu im. Adama Mickiewicza w Poznaniu.
Był dziekanem (p.o.) w Sekcji w Kazimierzu Biskupim na Wydziale Teologicznym Uniwersytetu im. Adama Mickiewicza w Poznaniu.
Jest profesorem uczelni Zakładu Filozofii i Dialogu, a także prodziekanem Wydziału Teologicznego Uniwersytetu im. Adama Mickiewicza w Poznaniu i członkiem Rady Dyscypliny Naukowej – Nauk Teologicznych Uniwersytetu im. Adama Mickiewicza w Poznaniu.